# Mesopsocus
Mesopsocus är ett släkte av insekter som beskrevs av Hermann Julius Kolbe 1880. Mesopsocus ingår i familjen kalvingestövsländor.
Mesopsocus är enda släktet i familjen kalvingestövsländor.
Kladogram enligt Catalogue of Life och Dyntaxa:
| Mesopsocus | \| \| svartpannad kalvingeslända \| \| \| \| \| \| gråögd kalvingeslända \| \| \| \| \| \| gultonad kalvingeslända \| \| \| \| \| \| tvåfläckig kalvingeslända \| \| \| \| \| \| blektonad kalvingeslända \| \| \| \| |
|            | \| \| svartpannad kalvingeslända \| \| \| \| \| \| gråögd kalvingeslända \| \| \| \| \| \| gultonad kalvingeslända \| \| \| \| \| \| tvåfläckig kalvingeslända \| \| \| \| \| \| blektonad kalvingeslända \| \| \| \| |
|            | svartpannad kalvingeslända |
|            | |
|            | gråögd kalvingeslända |
|            | |
|            | gultonad kalvingeslända |
|            | |
|            | tvåfläckig kalvingeslända |
|            | |
|            | blektonad kalvingeslända |
|            | |